# Manuela de Laborde
Manuela de Laborde (Ciudad de México, 1989) es una artista visual mexicana que centra su trabajo en el cine y el video-arte.

## Biografía
Manuela de Laborde estudió Arte en el Edinburgh College of Art (2011) y se graduó en Cine y Vídeo en el Instituto de Artes de California (CalArts) (2016). En 2012, su exposición individual Maquettes tuvo lugar en el Generator Projects de Dundee, Escocia y su película de graduación As Without So Within se estrenó en 2012 en el Toronto International Film Festival.
Sus películas y trabajos han sido proyectados y se han visto en festivales de cine internacionales y otros espacios expositivos como The Bijou Theater en CalArts, el Ji.hlava International Documentary Film Festival de Chequia, en la Real Academia Escocesa, en el Festival Internacional de las Artes de Singapur o en el Festival Internacional de Cine de Róterdam, entre otros. Ha permanecido durante varios años residiendo en Los Ángeles, Estados Unidos; desde 2019 es artista residente en Alemania y en la actualidad (2020), lo es también en México, vinculada al Museo Tamayo Arte Contemporáneo.
La obra de Manuela de Laborde tiene reclamos estéticos de placer, pero su propósito es profundamente conceptual. El trabajo de la artista evoluciona alrededor de una búsqueda para localizar y aislar los conceptos que se construyen alrededor de elementos tangibles. Al descubrir estos elementos, Laborde regenera la imagen y la posiciona en nuevas formaciones, creando nuevos espacios virtuales.